# Agrotis bryani
Agrotis bryani är en fjärilsart som beskrevs av Otto Herman Swezey 1926. Agrotis bryani ingår i släktet Agrotis och familjen nattflyn. Inga underarter finns listade i Catalogue of Life.